# Districte electoral de Vilanova i la Geltrú
El districte de Vilanova fou una circumscripció electoral del Congrés dels Diputats utilitzada en les eleccions generals espanyoles entre 1871 i 1923. Es tractava d'un districte uninominal, ja que només era representat per un sol diputat.

## Àmbit geogràfic
L'any 1871, el districte comprenia els municipis de Begues, Canyelles, Castelldefels, Castellet i la Gornal, Cervelló, Corbera de Llobregat, Cornellà de Llobregat, Cubelles, El Prat de Llobregat, Gavà, Olèrdola, Olesa de Bonesvalls, Olivella, Pallejà, Sant Boi de Llobregat, Sant Climent de Llobregat, Sant Pere de Ribes, Santa Coloma de Cervelló, Santa Margarida i els Monjos, Sitges, Torrelles de Llobregat, Vallirana, Viladecans i Vilanova i la Geltrú.
En el període entre 1899 i 1923, els municipis de Cornellà de Llobregat, Olèrdola i Santa Margarida i els Monjos ja no formaven part del districte.

## Diputats electes
| Elecció | Elecció        | Diputat                     | Partit/Ideologia    |
| ------- | -------------- | --------------------------- | ------------------- |
|         | 1871           | Víctor Balaguer i Cirera    | Partit Progressista |
|         | 1873           | Josep Maria Vallès i Ribot  | Republicà           |
|         | 1876           | Víctor Balaguer i Cirera    | Liberal             |
|         | 1890 (parcial) | Salvador de Samà i Torrents | Liberal             |
|         | 1891           | Josep Antoni Ferrer i Soler | Liberal             |
|         | 1893           | Josep Maria Vallès i Ribot  | Republicà federal   |
|         | 1895 (parcial) | Josep Antoni Ferrer i Soler | Liberal             |
|         | 1896           | Marià Puig i Valls          | Conservador         |
|         | 1898           | Frederic Travé i Escardó    | Liberal             |
|         | 1899           | Joan Ferrer-Vidal i Soler   | Liberal             |
|         | 1903 (parcial) | Pau Barbé i Huguet          | Republicà federal   |
|         | 1905           | Josep Bertran i Musitu      | Lliga Regionalista  |

## Resultats electorals

### Dècada de 1920
| Eleccions generals del 29/04/1923 |                    |                        |        |      |
| Partit/Ideologia                  | Partit/Ideologia   | Candidat               | Vots   | %    |
|                                   | Lliga Regionalista | Josep Bertran i Musitu | 3.909  | 55,1 |
|                                   | Republicà federal  | Joan Ventosa i Roig    | 3.124  | 44,0 |
|                                   | Altres             | Altres                 | 65     | 0,9  |
| Total                             | Total              | Total                  | 7.098  | 100  |
| Cens/participació                 | Cens/participació  | Cens/participació      | 11.984 | 59,2 |

| Elecció parcial del 13/11/1921 |                    |                        |        |      |
| Partit/Ideologia               | Partit/Ideologia   | Candidat               | Vots   | %    |
|                                | Lliga Regionalista | Josep Bertran i Musitu | 5.429  | 98,8 |
|                                | Liberal            | Carles Crehuet i Roig  | 23     | 0,4  |
| Vots en blanc                  | Vots en blanc      | Vots en blanc          | 41     | 0,7  |
| Total                          | Total              | Total                  | 5.493  | 100  |
| Cens/participació              | Cens/participació  | Cens/participació      | 11.830 | 46,4 |

| Eleccions generals del 19/12/1920 |                    |                        |        |       |
| Partit/Ideologia                  | Partit/Ideologia   | Candidat               | Vots   | %     |
|                                   | Lliga Regionalista | Josep Bertran i Musitu | 4.518  | 100,0 |
|                                   | Liberal            | Carles Crehuet i Roig  | 0      | 0,0   |
| Total                             | Total              | Total                  | 4.518  | 100   |
| Cens/participació                 | Cens/participació  | Cens/participació      | 11.830 | 38,2  |

### Dècada de 1910
| Eleccions generals del 01/06/1919 |                          |                           |        |      |
| Partit/Ideologia                  | Partit/Ideologia         | Candidat                  | Vots   | %    |
|                                   | Lliga Regionalista       | Josep Bertran i Musitu    | 3.734  | 54,6 |
|                                   | Unió Monàrquica Nacional | Benet de Pomés i de Pomar | 2.536  | 37,1 |
|                                   | Socialista               | Antoni Fabra i Ribas      | 498    | 7,3  |
|                                   | Altres                   | Altres                    | 76     | 1,1  |
| Total                             | Total                    | Total                     | 6.844  | 100  |
| Cens/participació                 | Cens/participació        | Cens/participació         | 11.200 | 61,1 |

| Eleccions generals del 24/02/1918 |                      |                           |        |      |
| Partit/Ideologia                  | Partit/Ideologia     | Candidat                  | Vots   | %    |
|                                   | Lliga Regionalista   | Josep Bertran i Musitu    | 4.386  | 77,1 |
|                                   | Coalició d'esquerres | Francisco Largo Caballero | 1.187  | 20,9 |
|                                   | Altres               | Altres                    | 17     | 0,3  |
| Vots en blanc                     | Vots en blanc        | Vots en blanc             | 83     | 1,5  |
| Vots nuls                         | Vots nuls            | Vots nuls                 | 14     | 0,2  |
| Total                             | Total                | Total                     | 5.687  | 100  |
| Cens/participació                 | Cens/participació    | Cens/participació         | 11.760 | 48,4 |

| Eleccions generals del 09/04/1916 |                            |                          |        |      |
| Partit/Ideologia                  | Partit/Ideologia           | Candidat                 | Vots   | %    |
|                                   | Lliga Regionalista         | Josep Bertran i Musitu   | 4.220  | 55,8 |
|                                   | Liberal                    | Santiago Maria Oms       | 2.024  | 26,8 |
|                                   | Bloc Republicà Autonomista | Jesús Pinilla i Fornella | 1.258  | 16,6 |
|                                   | Altres                     | Altres                   | 58     | 0,8  |
| Total                             | Total                      | Total                    | 7.560  | 100  |
| Cens/participació                 | Cens/participació          | Cens/participació        | 11.603 | 65,2 |

| Eleccions generals del 08/03/1914 |                       |                        |        |      |
| Partit/Ideologia                  | Partit/Ideologia      | Candidat               | Vots   | %    |
|                                   | Lliga Regionalista    | Josep Bertran i Musitu | 4.803  | 69,3 |
|                                   | Republicà independent | Jaume Brossa i Roger   | 2.034  | 29,4 |
|                                   | Altres                | Altres                 | 6      | 0,1  |
| Vots en blanc                     | Vots en blanc         | Vots en blanc          | 73     | 1,1  |
| Vots nuls                         | Vots nuls             | Vots nuls              | 13     | 0,2  |
| Total                             | Total                 | Total                  | 6.929  | 100  |
| Cens/participació                 | Cens/participació     | Cens/participació      | 11.512 | 60,2 |

| Eleccions generals del 08/05/1910 |                    |                                 |        |      |
| Partit/Ideologia                  | Partit/Ideologia   | Candidat                        | Vots   | %    |
|                                   | Lliga Regionalista | Josep Bertran i Musitu          | 4.624  | 55,5 |
|                                   | Republicà federal  | Josep Rubau-Donadeu i Cordelles | 3.337  | 40,0 |
|                                   | Altres             | Altres                          | 375    | 4,5  |
| Total                             | Total              | Total                           | 8.336  | 100  |
| Cens/participació                 | Cens/participació  | Cens/participació               | 11.233 | 74,2 |

### Dècada de 1900
| Eleccions generals del 21/04/1907 |                               |                                 |        |      |
| Partit/Ideologia                  | Partit/Ideologia              | Candidat                        | Vots   | %    |
|                                   | Lliga Regionalista (solidari) | Josep Bertran i Musitu          | 4.186  | 58,4 |
|                                   | Republicà federal solidari    | Josep Rubau-Donadeu i Cordelles | 2.932  | 40,9 |
|                                   | Altres                        | Altres                          | 52     | 0,7  |
| Total                             | Total                         | Total                           | 7.170  | 100  |
| Cens/participació                 | Cens/participació             | Cens/participació               | 10.779 | 66,5 |

| Eleccions generals del 10/11/1905 |                                     |                           |        |      |
| Partit/Ideologia                  | Partit/Ideologia                    | Candidat                  | Vots   | %    |
|                                   | Lliga Regionalista                  | Josep Bertran i Musitu    | 3.595  | 62,6 |
|                                   | Partit Republicà Democràtic Federal | Pau Barbé i Huguet        | 2.086  | 36,3 |
|                                   | Liberal                             | Joan Ferrer-Vidal i Soler | 0      | 0,0  |
|                                   | Altres                              | Altres                    | 61     | 1,1  |
| Total                             | Total                               | Total                     | 5.742  | 100  |
| Cens/participació                 | Cens/participació                   | Cens/participació         | 10.511 | 54,6 |

| Elecció parcial del 26/05/1903 |                    |                        |        |      |
| Partit/Ideologia               | Partit/Ideologia   | Candidat               | Vots   | %    |
|                                | Republicà federal  | Pau Barbé i Huguet     | 2.206  | 34,3 |
|                                | Conservador        | Josep Milà i Pi        | 2.197  | 34,2 |
|                                | Lliga Regionalista | Narcís Pla i Daniel    | 1.911  | 29,7 |
|                                | Socialista         | Antonio García Quejido | 94     | 1,5  |
|                                | Altres             | Altres                 | 21     | 0,3  |
| Total                          | Total              | Total                  | 6.429  | 100  |
| Cens/participació              | Cens/participació  | Cens/participació      | 10.596 | 60,7 |

| Eleccions generals del 19/05/1901 |                   |                           |        |      |
| Partit/Ideologia                  | Partit/Ideologia  | Candidat                  | Vots   | %    |
|                                   | Liberal           | Joan Ferrer-Vidal i Soler | 4.207  | 77,7 |
|                                   | Republicà federal | Joan Lladó i Vallès       | 1.111  | 20,5 |
|                                   | Socialista        | Antonio García Quejido    | 69     | 1,3  |
|                                   | Altres            | Altres                    | 27     | 0,5  |
| Total                             | Total             | Total                     | 5.414  | 100  |
| Cens/participació                 | Cens/participació | Cens/participació         | 10.277 | 52,7 |

### Dècada de 1890
| Eleccions generals del 16/04/1899 |                   |                           |        |      |
| Partit/Ideologia                  | Partit/Ideologia  | Candidat                  | Vots   | %    |
|                                   | Liberal           | Joan Ferrer-Vidal i Soler | 5.811  | 98,6 |
|                                   | Altres            | Altres                    | 84     | 1,4  |
| Total                             | Total             | Total                     | 5.895  | 100  |
| Cens/participació                 | Cens/participació | Cens/participació         | 10.065 | 58,6 |

| Eleccions generals del 27/03/1898 |                   |                          |        |      |
| Partit/Ideologia                  | Partit/Ideologia  | Candidat                 | Vots   | %    |
|                                   | Liberal           | Frederic Travé i Escardó | 6.312  | 97,9 |
|                                   | Altres            | Altres                   | 137    | 2,1  |
| Total                             | Total             | Total                    | 6.449  | 100  |
| Cens/participació                 | Cens/participació | Cens/participació        | 11.328 | 56,9 |

| Eleccions generals del 12/04/1896 |                   |                    |        |      |
| Partit/Ideologia                  | Partit/Ideologia  | Candidat           | Vots   | %    |
|                                   | Conservador       | Marià Puig i Valls | 4.103  | 55,2 |
|                                   | Altres            | Altres             | 3.329  | 44,8 |
| Total                             | Total             | Total              | 7.432  | 100  |
| Cens/participació                 | Cens/participació | Cens/participació  | 11.522 | 64,5 |

| Elecció parcial del 29/01/1895 |                  |                             |       |
| Partit/Ideologia               | Partit/Ideologia | Candidat                    | Vots  |
|                                | Liberal          | Josep Antoni Ferrer i Soler | 3.771 |

| Eleccions generals del 05/03/1893 |                   |                            |        |      |
| Partit/Ideologia                  | Partit/Ideologia  | Candidat                   | Vots   | %    |
|                                   | Republicà federal | Josep Maria Vallès i Ribot | 3.620  | 49,4 |
|                                   | Altres            | Altres                     | 3.713  | 50,6 |
| Total                             | Total             | Total                      | 7.333  | 100  |
| Cens/participació                 | Cens/participació | Cens/participació          | 11.058 | 66,3 |

| Eleccions generals del 01/02/1891 |                  |                             |       |
| Partit/Ideologia                  | Partit/Ideologia | Candidat                    | Vots  |
|                                   | Liberal          | Josep Antoni Ferrer i Soler | 4.500 |

| Elecció parcial del 05/01/1890 |                  |                             |       |      |
| Partit/Ideologia               | Partit/Ideologia | Candidat                    | Vots  | %    |
|                                | Liberal          | Salvador de Samà i Torrents | 995   | 96,9 |
|                                | Altres           | Altres                      | 32    | 3,1  |
| Total                          | Total            | Total                       | 1.027 | 100  |

### Dècada de 1880
| Eleccions generals del 04/04/1886 |                  |                          |       |      |
| Partit/Ideologia                  | Partit/Ideologia | Candidat                 | Vots  | %    |
|                                   | Liberal          | Víctor Balaguer i Cirera | 1.237 | 78,3 |
|                                   | Altres           | Altres                   | 342   | 21,7 |
| Total                             | Total            | Total                    | 1.579 | 100  |

| Eleccions generals del 27/04/1884 |                  |                          |       |      |
| Partit/Ideologia                  | Partit/Ideologia | Candidat                 | Vots  | %    |
|                                   | Liberal          | Víctor Balaguer i Cirera | 1.505 | 98,2 |
|                                   | Altres           | Altres                   | 28    | 1,8  |
| Total                             | Total            | Total                    | 1.533 | 100  |

| Elecció parcial del 20/01/1884 |                  |                          |       |       |
| Partit/Ideologia               | Partit/Ideologia | Candidat                 | Vots  | %     |
|                                | Liberal          | Víctor Balaguer i Cirera | 1.392 | 100,0 |
| Total                          | Total            | Total                    | 1.392 | 100   |

| Eleccions generals del 20/08/1881 |                  |                          |       |      |
| Partit/Ideologia                  | Partit/Ideologia | Candidat                 | Vots  | %    |
|                                   | Liberal          | Víctor Balaguer i Cirera | 1.157 | 94,0 |
|                                   | Altres           | Altres                   | 74    | 6,0  |
| Total                             | Total            | Total                    | 1.231 | 100  |

### Dècada de 1870
| Eleccions generals del 20/04/1879 |                  |                          |       |      |
| Partit/Ideologia                  | Partit/Ideologia | Candidat                 | Vots  | %    |
|                                   | Liberal          | Víctor Balaguer i Cirera | 1.030 | 89,6 |
|                                   | Altres           | Altres                   | 120   | 10,4 |
| Total                             | Total            | Total                    | 1.150 | 100  |

| Eleccions generals del 20/01/1876 |                  |                          |       |      |
| Partit/Ideologia                  | Partit/Ideologia | Candidat                 | Vots  | %    |
|                                   | Liberal          | Víctor Balaguer i Cirera | 3.906 | 86,3 |
|                                   | Altres           | Altres                   | 619   | 13,7 |
| Total                             | Total            | Total                    | 4.525 | 100  |

| Eleccions generals del 10/05/1873 |                  |                            |       |      |
| Partit/Ideologia                  | Partit/Ideologia | Candidat                   | Vots  | %    |
|                                   | Republicà        | Josep Maria Vallès i Ribot | 3.106 | 98,8 |
|                                   | Altres           | Altres                     | 38    | 1,2  |
| Total                             | Total            | Total                      | 3.144 | 100  |

| Eleccions generals del 24/08/1872 |                     |                          |       |      |
| Partit/Ideologia                  | Partit/Ideologia    | Candidat                 | Vots  | %    |
|                                   | Partit Progressista | Víctor Balaguer i Cirera | 1.880 | 52,0 |
|                                   | Altres              | Altres                   | 1.735 | 48,0 |
| Total                             | Total               | Total                    | 3.615 | 100  |
| Cens/participació                 | Cens/participació   | Cens/participació        | 9.477 | 38,1 |

| Eleccions generals del 03/04/1872 |                     |                          |       |      |
| Partit/Ideologia                  | Partit/Ideologia    | Candidat                 | Vots  | %    |
|                                   | Partit Progressista | Víctor Balaguer i Cirera | 4.914 | 76,0 |
|                                   | Altres              | Altres                   | 1.553 | 24,0 |
| Total                             | Total               | Total                    | 6.467 | 100  |
| Cens/participació                 | Cens/participació   | Cens/participació        | 9.477 | 68,2 |

| Eleccions generals del 08/03/1871 |                     |                          |       |
| Partit/Ideologia                  | Partit/Ideologia    | Candidat                 | Vots  |
|                                   | Partit Progressista | Víctor Balaguer i Cirera | 3.898 |